# William Eden, 1. baron z Aucklandu
William Eden, 1. baron z Aucklandu (William Eden, 1st Baron of Auckland) (3. dubna 1745 – 28. května 1814) byl britský diplomat, politik a právník. Během své kariéry byl britským vyslancem ve Francii, Španělsku a Nizozemí, v různých funkcích byl také členem několika vlád jako generální poštmistr nebo ministr obchodu. Uplatnil se také jako spisovatel v oboru práva a byl členem Královské společnosti. Od roku 1793 byl s titulem barona z Aucklandu členem Sněmovny lordů. Jeho jméno nesou Aucklandovy ostrovy u Nového Zélandu.

## Politická kariéra

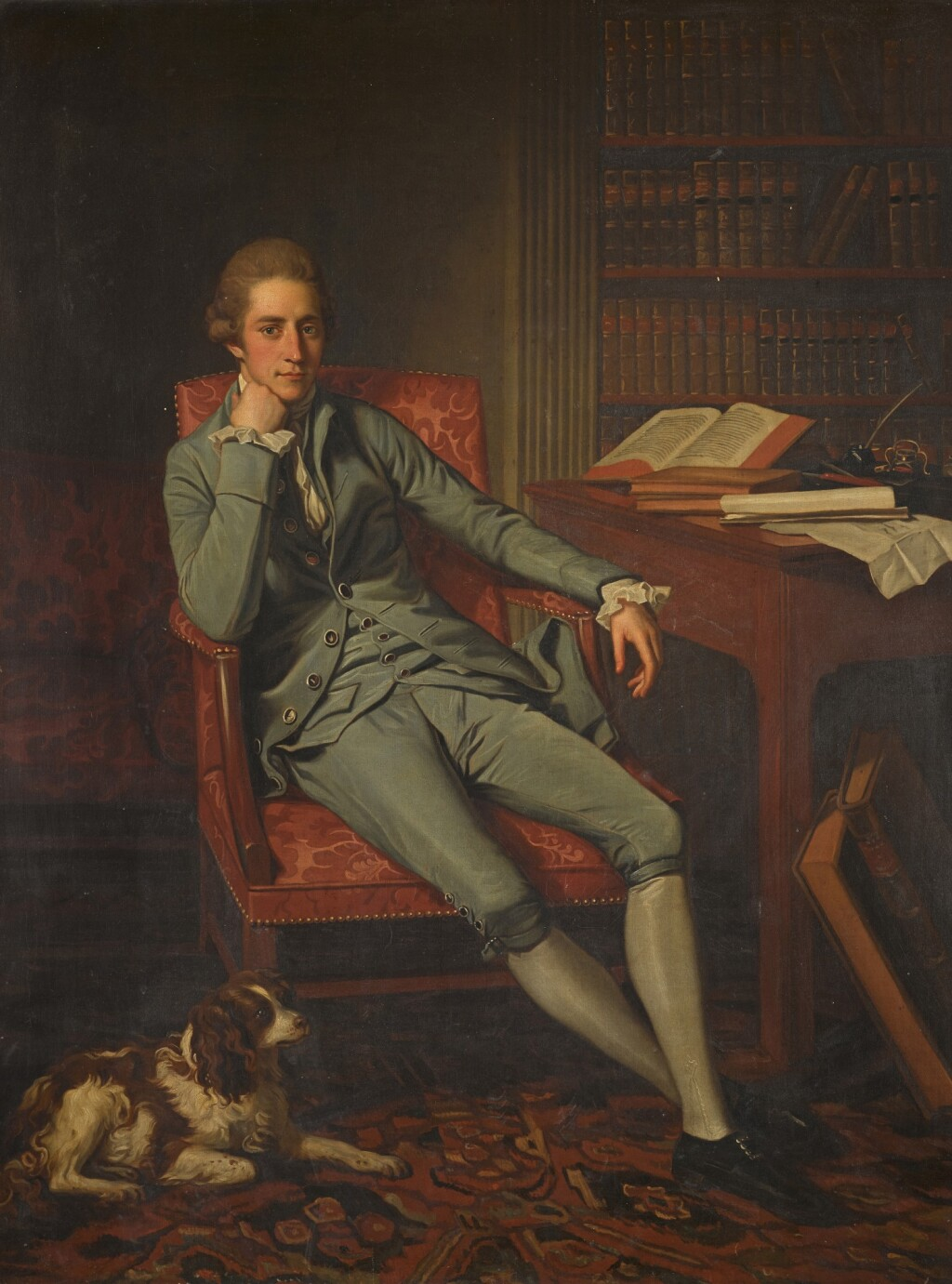
Portrét Williama Edena (Nathaniel Dance, 18. století)

Pocházel z venkovské šlechty, byl synem Sira Roberta Edena. Jeho nejstarší bratr Sir Robert Eden (1739–1784) byl guvernérem v Marylandu, další bratr Sir John Eden (1740–1812) byl dlouholetým poslancem Dolní sněmovny, nejmladší bratr Morton Eden (1752–1830) působil jako diplomat a řadu let byl vyslancem převážně v německých zemích.
Vystudoval práva v Oxfordu a původně působil v justici, v roce 1771 přešel do diplomatických služeb. V letech 1772–1778 byl státním podsekretářem zahraničí, v letech 1774–1780 a 1784–1793 též členem Dolní sněmovny. Jako lord komisař pro obchod a kolonie (1776–1782) byl podřízeným 5. hraběte z Carlisle a v roce 1778 jej doprovázel do Severní Ameriky. Hraběte z Carlisle jako místokrále v Irsku pak následoval i do Irska, kde byl státním sekretářem pro Irsko (1780–1782), zároveň se stal členem irské Tajné rady a v letech 1781–1783 byl i poslancem irského parlamentu.
Mezitím se v roce 1783 zúčastnil mírových jednání ve Versailles, která ukončila válku se Spojenými státy, v návaznosti na to byl jmenován i členem britské Tajné rady. V letech 1785–1787 byl mimořádným vyslancem v Paříži s posláním upravit obchodní vztahy mezi Británií a Francií. Poté byl vyslancem v Madridu (1787–1789) a v Haagu (1789–1793). Jako diplomat v Nizozemí pomáhal zorganizovat první koalici proti revoluční Francii. V roce 1789 získal irský titul barona z Aucklandu, platnost titulu byla v roce 1793 rozšířena pro celou Británii s členstvím ve Sněmovně lordů. Jako peer v Horní sněmovně obhajoval finanční náklady na válku proti Francii. V Pittově vládě pak zastával funkci generálního poštmistra (1798–1804), kterou si udržel i za následujícího premiéra H. Addingtona. Do druhé Pittovy vlády se nedostal (viz níže), později byl ale ještě ministrem obchodu (1806–1807).
Již v mládí se uplatnil jako spisovatel a v roce 1771 vydal tiskem práci k modifikaci trestního zákona (Principles of Penal Law, 1771). Od roku 1786 byl členem Královské společnosti. Jeho deníky a korespondenci vydal ve čtyřech svazcích syn Robert (The Journal and Correspondence of William lord Auckland, 1860–1862). Jeho jméno nesou neobydlené Aucklandovy ostrovy objevené v roce 1806, kdy byl ministrem obchodu.

## Rodina a potomstvo

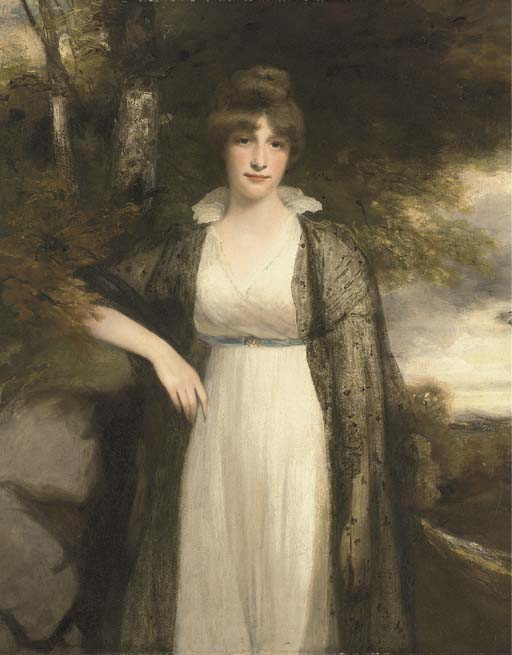
Eleanor Eden (1777–1851), dcera 1. barona z Aucklandu, manželka ministra kolonií 4. hraběte z Buckinghamsire

V roce 1776 se oženil s Eleanor Elliot (1758–1818), sestrou pozdějšího indického generálního guvernéra 1. hraběte z Minto. Z jejich manželství pocházelo čtrnáct dětí, tři z nich zemřely v dětství. Nejstarší dcera Eleaonor (1777–1851) se kolem roku 1797 stala předmětem veřejného zájmu, když byl zvažován její sňatek s premiérem W. Pittem. Pitt však poté popřel, že by nabídku k sňatku učinil, což zhoršilo jeho vztahy s rodinou Edenů a promítlo se to i do Aucklandovy kariéry, když jej Pitt v roce 1804 nepřizval do svého druhého kabinetu.
Potomstvo:
- Eleanor (1777–1851), manžel 1799 Robert Hobart, 4. hrabě z Buckinghamshire (1760–1814), ministr války a kolonií

- Catherine (1778–1810), manžel 1806 Nicholas Vansittart (1766–1851), ministr financí

- Elizabeth (1780–1847), manžel 1800 lord Francis Osborne (1777–1850), člen Dolní sněmovny

- Caroline (1781–1851), manžel 1806 Arthur Vansittart (1775–1829), člen Dolní sněmovny

- William (1782–1810), člen Dolní sněmovny, utopil se v Temži

- George (1784–1849), generální guvernér v Indii, první lord admirality, hrabě z Aucklandu 1839

- Mary Louisa (1788–1858), manžel 1806 Andrew Wedderburn-Colville (1779–1856), guvernér Společnosti Hudsonova zálivu

- Robert John (1799–1870), duchovní, biskup v Bathu a Wellsu, baron z Aucklandu 1849

Rodovým sídlem byl bývalý lovecký zámek Jindřicha VIII. ve West Auckland v hrabství Durham, od nějž byl také odvozen titul barona.